# Helianthella
Helianthella là một chi thực vật có hoa trong họ Cúc (Asteraceae).

## Loài
Chi Helianthella gồm các loài: